# A-Trak
A-Trak (født Alain Macklovitch 30. marts 1982) er canadisk dj og turntablist fra Montreal.
Som 15-årig vandt han sin første af i alt fem VM-titler i battle-dj'ing. Han er dermed både den yngste verdensmester nogensinde, den med flest VM-bælter og den eneste, der har vundet alle de tre store titler (DMC [sammen med Dj Craze], ITF World Championships og Vestax World Extravaganza).
Han har bl.a. arbejdet sammen med Dj Q-Bert og Mixmaster Mike i The Invisibl Skratch Piklz og DJ Craze i The Allies, været en del af Montreal-gruppen Obscure Disorder, samt arbejdet som dj for Non Phixion og Stones Throw-stifteren Peanut Butter Wolf.
Senest har Kanye West indledt et samarbejde i forbindelse med koncertoptrædener. A-Trak er desuden den ene halvdel af gruppen Duck Sauce, der i 2010 hittede verden over med Barbra Streisand.
A-Trak arbejder p.t. på udgivelsen Sunglasses is a Must, der både kommer som et album og en DVD.